# Cornelia Doll
Cornelia Doll (* 30. Juni 1958 in München; † 15. März 2022) war eine deutsche Fußballspielerin, die auch für die A-Nationalmannschaft zum Einsatz gekommen ist. Später war sie auch als Trainerin tätig.

## Karriere

### Verein
Die in Giesing geborene und aufgewachsene Cornelia Doll gehörte von 1975 bis 1985 als Abwehrspielerin dem FC Bayern München an. Während ihrer Vereinszugehörigkeit drang sie mit der Mannschaft viermal ins Endspiel um die deutsche Meisterschaft vor. Am 20. Juni 1976 erreichte sie mit ihrer Mannschaft erstmals das Endspiel, nachdem zuvor in der Gruppe 3 der Vorrunde nach Hin- und Rückspiel der VfL Schorndorf und der amtierende Deutsche Meister Bonner SC im Gesamtergebnis bezwungen werden konnte. Im Siegener Leimbachstadion wurde Tennis Borussia Berlin erst nach Verlängerung mit 4:2 bezwungen, nachdem es am Ende der regulären Spielzeit von 60 Minuten 2:2 gestanden hatte.
Am 17. und 24. Juni 1979 bestritt sie mit dem FC Bayern München das letztmals in Hin- und Rückspiel ausgetragene Endspiel um die deutsche Meisterschaft, das gegen die SSG 09 Bergisch Gladbach, sowohl im Städtischen Stadion an der Grünwalder Straße mit 2:3, als auch im Stadion An der Paffrather Straße mit 0:1 verloren wurde. Im Hinspiel gelang ihr mit dem Führungstreffer zum 1:0 in der siebten Minute ihr einziges Tor in ihren Endspielen.
Gegen die SSG 09 Bergisch Gladbach erreichte sie mit dem FC Bayern München auch drei Jahre später ihr drittes Finale. Im Spiel am 17. Juni 1982 im Stadion An der Paffrather Straße blieb sie mit ihrer Mannschaft bei der 0:6-Niederlage chancenlos.
Letztmals erreichte sie mit ihrer Mannschaft am 30. Juni 1985 das Finale, das im Stadion an der Westender Straße in Duisburg durch das Tor von Anja Klinkowski in der 76. Minute zugunsten des KBC Duisburg endete.
Ihre am Saisonende 1989/90 15. errungene Bayerische Meisterschaft führte zum Aufstieg in die Gruppe Süd der seinerzeit zweigleisigen Bundesliga. In der Premierensaison bestritt sie neun, in der Folgesaison fünf Bundesligaspiele; ihr einziges Tor erzielte sie am 7. April 1991 (14. Spieltag) bei der 1:2-Niederlage im Auswärtsspiel gegen den VfL Ulm/Neu-Ulm.

### Nationalmannschaft
Doll betritt vier Länderspiele für den DFB; erstmals am 24. September 1983 in Sønderborg bei der 0:1-Niederlage der A-Nationalmannschaft im Qualifikationsspiel für die (erste) Europameisterschaft der Frauen 1984 gegen die Nationalmannschaft Dänemarks. Ihre drei im Jahr 1984 bestrittenen Länderspiele gingen allesamt verloren: 1:2 gegen die Nationalmannschaft Italiens (am 25. Januar in Mailand), 1:4 gegen die Nationalmannschaft Norwegens (am 2. Mai in Helmstedt) und 0:2 gegen die Nationalmannschaft Belgiens (am 23. August in Caorle).

## Trainerin
Von 1987 bis 1991 war Cornelia Doll als Nachfolgerin von Inge Mayerhofer Trainerin der Frauen des FC Bayern, dabei zuletzt ab 1990 auch in der neu gegründeten Bundesliga. Anschließend wurde sie durch Peter König abgelöst.
Cornelia Doll starb im Alter von 63 Jahren nach langer Krankheit.

## Erfolge
- Deutscher Meister 1976
- Zweiter der Meisterschaft 1979, 1982, 1985
- Bayerischer Meister 1976 – (1990 und Premierenaufstieg in die Bundesliga Süd)